# 덕산사 (산청군)
덕산사(德山寺)는 경상남도 산청군 삼장면 대포리의 절이다. 옛 이름은 내원사(內院寺)이다.

## 문화재
- 산청 내원사 삼층석탑
- 산청 석남암사지 석조비로자나불좌상